# Flussschifferkirche
Flussschifferkirche er en evangelisk kirke i Hamburg, der er indrettet om bord på en ombygget pram. Til dagligt ligger den i Binnenhafen ved Otto-Sill-Brücke og Kajen.

## Historie
Den 26 meter lange og syv meter brede pram fra 1906 blev ombygget til kirke i 1952 og indviet 2. søndag i advent samme år. Indtil 2006 lå den i Billwerder Bucht ved Ausschläger Elbdeich i bydelen Rothenburgsort. Derefter den fik kajplads i Binnenhafen ved Otto-Sill-Brücke og Kajen, i nærheden af U-Bahnhof Baumwall og Speicherstadt.
Fra 1961 til 2007 var Flussschifferkirche en selvstændigt sognekirke. Fra 2003 til 2007 delte den pastorat med St. Katharinen. 
Driften af Flussschifferkirche og den tilhørende ponton koster ca. 70.000 euro om året. I december 2006 blev det offentliggjort, at driften at den ikke længere var sikret som følge af økonomiske problemer i kirkekredsen Alt-Hamburg. Det økonomiske ansvar overgik derfor i 2007 til en privat forening. Kirken mistede derved ganske vist sin status som selvstændig sognekirke, men den blev bevaret som sted for gudstjenester, der varetages af forskellige præster på frivillig basis.

## Indretning og sejlads
Kirken er indrettet med et alter, en prædikestol, en døbefont, et orgel og et klokketårn. Kirkens symbol er ankerkorset, en kombination af et anker og det kristne kors. Udover gudstjenester for op til 130 personer finder der også vielser og dåb sted om bord.
Den flydende kirke ligger dog ikke til kaj hele tiden. Til brug for egentlig sejlads råder kirken således over barkassen Johann Hinrich Wichern, der er opkaldt efter grundlæggeren af sjælesorgen for sømænd fra flod- og kanalskibsfarten i Hamburg. Disse sømænd arbejder på Elben og med hjælp fra barkassen kan Flussschifferkirche komme ud til dem på deres arbejdsplads. På en tur besøges ca. 20 skibe i Hamburgs havn. De frivillige hjælpere og diakoner bringer velkomstgaver i form af æbler, chokolade og en avis med. Efter behov føres også samtaler.
I Hamburg har Flussschifferkirche ry for at være den eneste flydende kirke af sin art i Tyskland, til trods for at der findes lignende institutioner i Duisburg og Berlin.